# Dacian Cioloș

Dacian Julien Cioloș (Zalău, 27. srpnja 1969.) rumunjski je političar i agronom. Obnašao je funkciju rumunjskog premijera između studenoga 2015. i siječnja 2017. 
U vladi Călin Popescu-Tăriceanu bio je ministar poljoprivrede od listopada 2007. do prosinca 2008. U studenom 2009. predsjednik Europske komisije José Manuel Barroso nominirao ga je za europskog povjerenika za poljoprivredu, a na tu funkciju je izabran u veljači 2010. i obnašao ju je do isteka mandata u studenom 2014. U studenom 2015. predsjednik Klaus Iohannis imenovao ga je premijerom, a Cioloș je preuzeo dužnost nakon što je dobio povjerenje Rumunjskog parlamenta. Položaj premijera je održao sve do parlamentarnih izbora 2016. godine, kada su stranke koje su podržavale Cioloșa izgubile većinu u Parlamentu. Cioloș je osnivač i trenutni čelnik Stranke slobode, jedinstva i solidarnosti (PLUS).
U svibnju 2019. izabran je za zastupnika u Europskom parlamentu, a ubrzo je i izabran za predsjednika novoosnovanog kluba zastupnika Renew Europe.

## Vanjske poveznice
- Curriculum Vitae Daciana Cioloșa na mrežnoj stranici Europske komisije, pristupljeno 26. svibnja 2021.